# 呼热庙
呼热庙，赐名“善耀寺”，位于内蒙古自治区锡林郭勒盟苏尼特左旗，是一座藏传佛教格鲁派寺院。

## 简介
呼热庙位于德力格尔罕苏木巴彦德力格尔嘎查。1875年，苏尼特左旗札萨克郡王托迪布木，在阿日布吉呼地建5间庙，并且上报清朝朝廷，获皇帝赐匾为“善耀寺”，准10名度牒。该庙主要的佛有达木林、关布，并求得《甘珠尔》108卷。
呼热庙因为是旗王庙，故名声及权力很大。文化大革命中，该庙被毁。